# Salvador Card
Salvador Card é o sistema de bilhetagem eletrônica do transporte público de Salvador, capital do estado brasileiro da Bahia. Gerido pelo Consórcio Salvador TRANSCARD, seus produtos incluem os cartões de Meia Passagem Estudantil (MPE), Vale Transporte Eletrônico (VTE), Bilhete Avulso e Bilhete Avulso Identificado, Vale Transporte Especial e SalvadorCard Idoso. Os cartões são aceitos no serviço de transporte por ônibus urbanos (STCO), no transporte complementar (STEC) e nas bicicletas compatilhadas. A recarga pode ser feita em locais da rede credenciada, num dos três postos, nos terminais de autoatendimento ou pela internet, a depender do produto (tipo do cartão).
Em 2012, a MPE contava com 350 mil usuários e é destinada a pessoas matriculadas no ensino fundamental, médio e superior (cursos de graduação, mestrado e doutorado).

## História
Inicialmente, implementado em 1983, era um benefício da meia passagem estudantil que veio proporcionar aos estudantes o desconto de 50% no pagamento da passagem de ônibus no município. Em 1996, a bilhetagem eletrônica foi implantado a partir de parceria entre o Sindicato das Empresas de Transporte de Passageiros de Salvador (SETPS) e a Prefeitura, sistema pioneiro entre as capitais.
Em 2013, após a onda de protestos, foi aprovada recarga online pela Câmara Municipal. Pouco tempo depois, em 25 de julho, foram decretadas as ampliações do programa "Domingo é Meia" para usuários do Salvador Card (somente na modalidade de bilhete avulso) e da integração eletrônica, esta em três fases: fim do pagamento da segunda passagem entre as quatro áreas (A/Subúrbio, B/Miolo, C/Orla, D/Centro) a partir de 28 de julho de 2013; extinção do zoneamento das quatro áreas a partir de 3 de novembro de 2013; e aumento do intervalo de duas horas para três após o processo de licitação das linhas de ônibus. Por outro lado, o Movimento Passe Livre Salvador (MPL) em carta aberta à população soteropolitana, dentre outras solicitações relativas ao transporte público da cidade em geral, reivindica o fim da restrição do cartão ao transporte rodoviário, defendendo a inclusão do aquaviário, ferroviário, metropolitano e, posteriormente, metroviário); fim da taxa de revalidação; extensão do programa "Domingo é Meia" aos estudantes, defendendo tarifa de 0,50 reais ao bilhete estudantil aos domingos; aumento do tempo para quatro horas devido aos congestionamentos constantes atuais até a implantação dos corredores de ônibus.
Em 2 de outubro de 2014, o sistema de bicicletas públicas Bike Salvador foi integrado ao Salvador Card.
Anteriormente administrado pelo SETPS, com a licitação do STCO, o sistema teve sua gestão transferida para o Consórcio Salvador TRANSCARD de Bilhetagem Automática, formado pelas três empresas concessionárias (Plataforma Transportes SPE S/A., Ótima Transportes de Salvador SPE S/A. - OT Trans e CSN - Transportes Urbanos SPE S/A.) pelo decreto 26.023 de 8 de maio de 2015.
No segundo semestre de 2015, teve início a descentralização dos pontos físicos de recarga para o cartão estudantil. Antes restritos aos postos da Estação da Lapa, do Comércio e da Avenida Antônio Carlos Magalhães, terminais de autoatendimento foram sendo instalados nas prefeituras-bairro e servem também para o bilhete avulso. O primeiro foi instalado na Prefeitura-Bairro do Subúrbio e Ilhas em 21 de julho e, posteriormente, foram instalados em outros pontos como instituições de ensino, totalizando 30 máquinas para todo o município distribuídas em doze lugares em novembro de 2015.
A versão "bilhete avulso" ganhou a possibilidade de ser identificável em novembro de 2016. Lançado como bilhete avulso identificado (BAI), essa modalidade permite o bloqueio e transferência de créditos em casos de perdas e furtos.
Em fevereiro de 2017, o Salvador Card passou a ser aceito não só no STCO e no metrô como também nos ônibus do sistema metropolitano — o mesmo passou a ser válido com o Metropasse no STCO. Entretanto, a interoperabilidade entre os cartões não foi estendida às modalidades de meia passagem estudantil, nem da gratuitidade, por incompatibilidade das legislações estadual e municipal soteropolitana.